# Bitwa pod Złotym Potokiem
Bitwa pod Złotym Potokiem – bitwa powstania styczniowego stoczona 8 lub 9 lipca 1863 roku w okolicach wsi Złoty Potok. Walka toczyła się między oddziałem powstańczym pod dowództwem Zygmunta Chmieleńskiego, a oddziałem rosyjskim pod dowództwem pułkownika Ernrotha. Starcie zakończyło się przegraną powstańców.
Oddział Zygmunta Chmieleńskiego liczący ok. 200 jazdy stoczył 6 lipca 1863 r. zwycięską bitwę pod Janowem. Do pokonanych Rosjan jednak przybywały na pomoc posiłki, wobec czego Chmieleński wycofał się i stanął obozem w lasach pod Złotym Potokiem. Rosjanie podążali jednak za Polakami i doszło to starcia. Przebieg tej walki jest różnie opisywany w źródłach:
Stanisław Zieliński napisał, że płk Ernroth dopadł Chmieleńskiego 9 lipca 1863 roku pod Złotym Potokiem. Chmieleński po krótkim starciu bez strat cofnął się w porządku i ruszył w lasy między Włoszczową a Koniecpolem, aż zatrzymał się obozem pod Rudnikami.
Kolejną wersję wydarzeń przedstawia Nikołaj Wasiljewicz Berg. Według niego pułkownik Ernorth stojąc na czele połączonych sił rosyjskich liczących trzy roty piechoty i sotnię kozaków w nocy z 7 na 8 lipca 1863 r. napotkał pod Złotym Potokiem obozujący oddział powstańców, liczący około 300 ludzi. Zawiązała się uporczywa bitwa, trwająca dwie godziny, która skończyła się cofnięciem się w porządku powstańców dowodzonych przez Rzepeckiego i Chmieleńskiego. Jazda powstańcza złożona ze 150 koni cofnęła się ku granicy pruskiej w kierunku Koziegłów. Na miejscu pozostał w rękach Rosjan polski tabor, a w nim 150 szt. dobrych karabinów, a także kilku wziętych do niewoli.